# John Conness

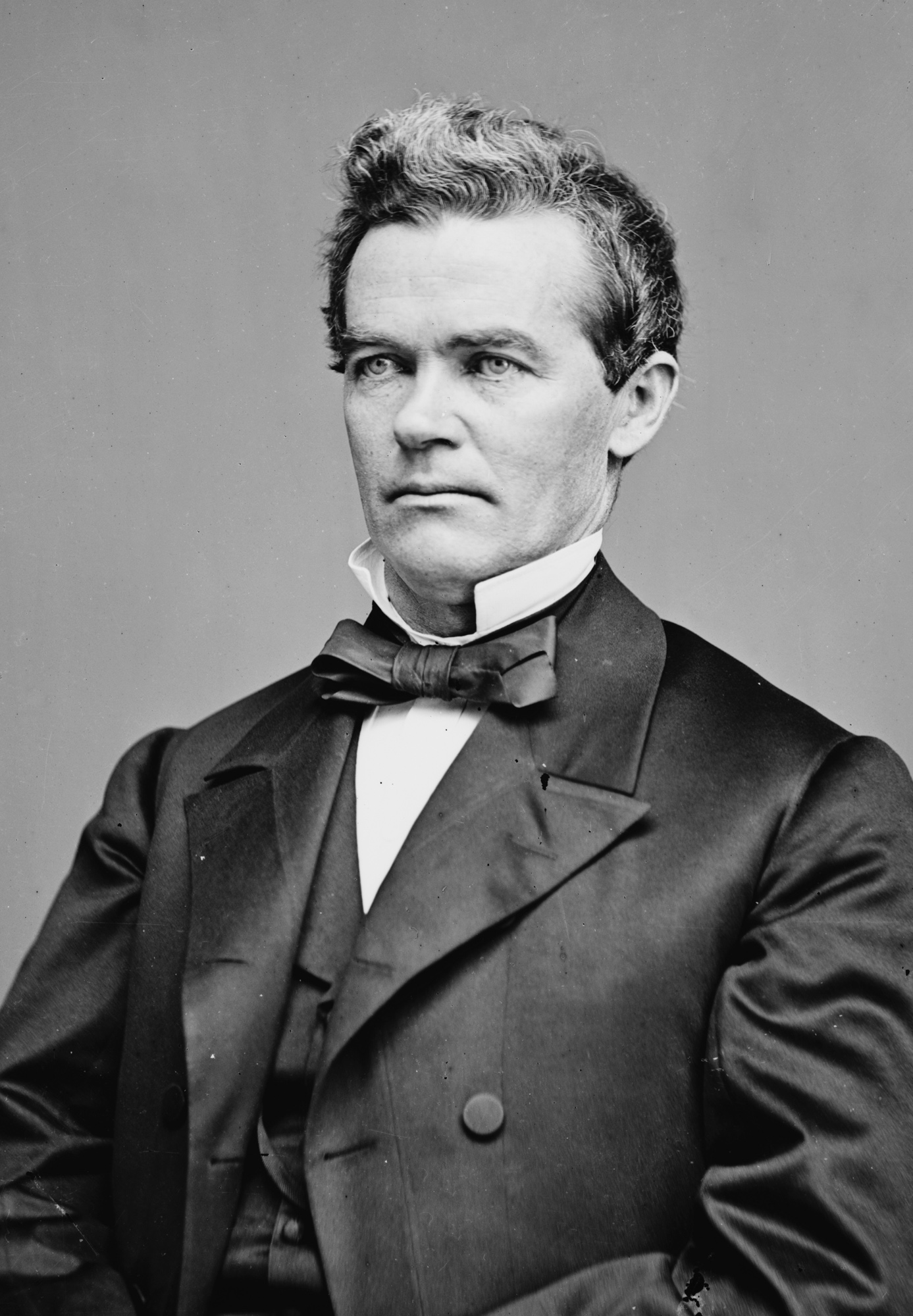
John Conness

John Conness (* 22. September 1821 im County Galway, Vereinigtes Königreich; † 10. Januar 1909 in Boston, Massachusetts) war ein US-amerikanischer Politiker irischer Abstammung, der den Bundesstaat Kalifornien im US-Senat vertrat.
Im Jahr 1833 wanderte John Conness als Jugendlicher nach Amerika aus. Dort absolvierte er in New York eine Lehre als Klavierbauer, ehe er 1849 nach Kalifornien weiterzog, wo er in den folgenden Jahren im Bergbau und im Handel tätig war. Seine politische Laufbahn begann 1853, als er für eine Sitzungsperiode ins Repräsentantenhaus von Kalifornien gewählt wurde; von 1860 bis 1861 gehörte er dieser Parlamentskammer erneut an. Innerhalb der Demokratischen Partei zählte er zur Anti-Sklaverei-Faktion. Als deren Vertreter bewarb er sich 1859 gegen John G. Downey vergeblich um das Amt des Vizegouverneurs; zwei Jahre später unterlag bei der Wahl zum Gouverneur dem Republikaner Leland Stanford.
Für die Demokraten wurde Conness dann schließlich in den US-Senat gewählt, wo er sein Mandat ab dem 4. März 1863 wahrnahm. Während seiner sechsjährigen Amtszeit wechselte er zunächst zu den Unionisten und schließlich zu den Republikanern über. Im Senat fungierte er unter anderem als Vorsitzender des Bergbauausschusses. Conness genoss großen Respekt bei Präsident Abraham Lincoln, der ihn als „einen unserer Senatoren von hohem Rang“ bezeichnete; bei dessen Begräbnis am 19. April 1865 war der Senator einer der Sargträger.
Nach Ende seiner politischen Laufbahn setzte John Conness sich im Bostoner Stadtteil Jamaica Plain zur Ruhe, wo er 1909 verstarb. Zu diesem Zeitpunkt war er der älteste noch lebende ehemalige Senator.